# 吉奥拉·施皮格尔
吉奥拉·施皮格尔（希伯來語：גיורא שפיגל；1947年7月27日—）是一名前以色列足球运动员和教练。目前他是在以色列国家队中待的最久的人，时间长达14年又357天。

## 早期生活
吉奥拉·施皮格尔是埃利泽·斯皮格尔的儿子，他曾效力于彼达迪华马卡比和以色列国家队。施皮格尔曾就读于赫兹利亚希伯来高中。

## 职业球员生涯
施皮格尔年轻时，曾效力于特拉维夫马卡比队，他很早就被认为是未来的天才球员。到了17岁，他便带领以色列国家U-21队参加了亚锦赛。到18岁时，他就被提拔到了成年国家队。1973年，他与马卡比的总经理：杰瑞·贝特·哈勒维（Jerry Beit haLevi）一起转会到了法国的一家俱乐部。之后他离开法国，于1979年重回以色列加盟特拉维夫马卡比。
在以色列队中施皮格尔也有亮眼的发挥。他曾在1968年亚洲杯上攻进4球，当选该届杯赛的最佳射手。

## 管理职业生涯
20世纪80年代中期，施皮格尔在佩塔提克瓦工人足球俱乐部开始了他的主教练生涯。几年后，他转任特拉维夫马卡比任职主教练，并为球队赢得了以色列国家杯。因为与球员有所争执，在球队以10–0击败了海法马卡比后，施皮格尔被解雇了。1989年，他转会到了比尼特拉维夫，并于1990年率领球队赢得以色列超级杯冠军。1993年，他转会到了海法马卡比足球俱乐部执教。球队在那一年赢得了以色列国家联赛冠军，全季48场保持不败，夺得联赛冠军。在他的率领下，海法马卡比又分别在1995年和1998年两次赢得了国家杯。1999年，施皮格尔回到比尼特拉维夫足球俱乐部执教。在经过一个不算成功的赛季后，他转会到了里雄莱锡安夏普尔足球会担任了两年的主教练。
2007年7月，在离开以色列足坛五年之后，耶路撒冷贝塔足球俱乐部聘用了施皮格尔任总经理一职。那一年，球队赢得了雙料冠軍。2008年8月，施皮格尔宣布退休。

## 荣誉

### 球员生涯

#### 俱乐部
特拉維夫馬卡比足球會
- 以色列锦标赛（4）：1967-68赛季、1969-70赛季、1971-72赛季、1978-79赛季[8]
- 以色列國家盃（3）：1966-67赛季、1969-70赛季、1976-77赛季
- 亚足联冠军联赛（2）：1969年、1971年

### 国家队
以色列
- 亞足聯U-19錦標賽（1）: 1965年[9]

### 个人
- 以色列足球名人堂（2009年）

### 主教练
特拉維夫馬卡比足球會
- 以色列國家盃（1）：1987-88赛季

比尼特拉维夫足球俱乐部
- 以色列锦标赛（1）：1989-90赛季

海法马卡比足球俱乐部
- 以色列锦标赛（1）：1993-94赛季
- 以色列國家盃（2）：1994-95赛季、1997-98赛季

### 总经理
耶路撒冷贝塔足球俱乐部
- 以色列锦标赛（1）：2007-08赛季
- 以色列國家盃（1）：2007-08赛季